# Glicynia chińska

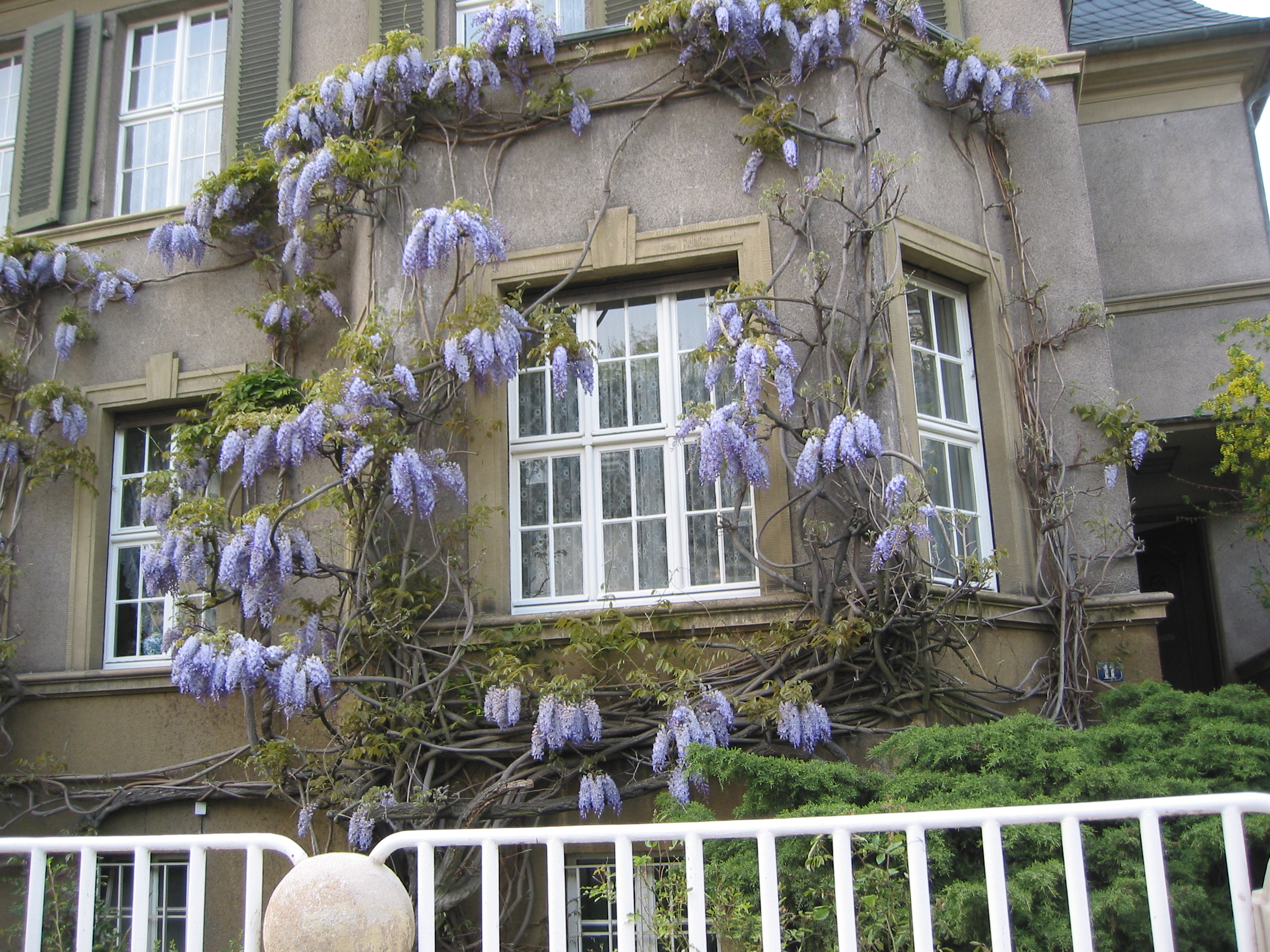
Glicynia chińska na ścianie domu

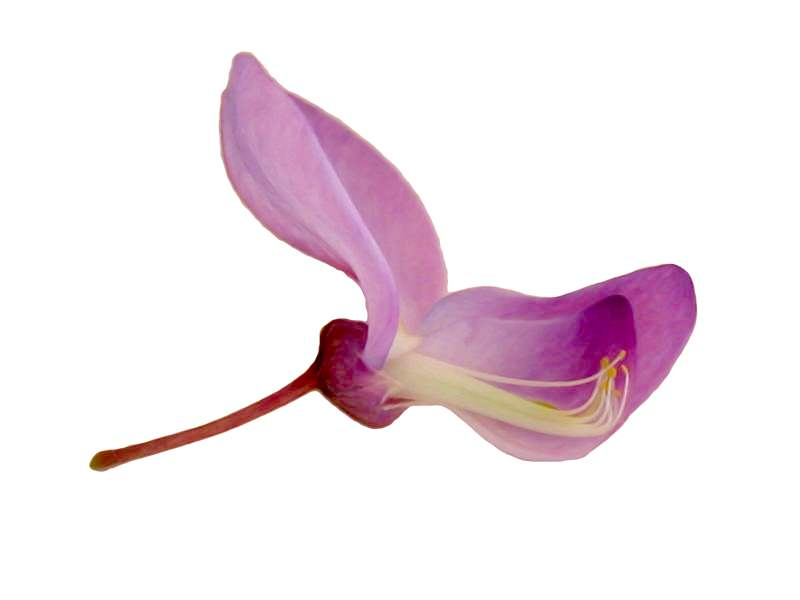
Kwiat glicynii chińskiej

Glicynia chińska, słodlin chiński, wisteria chińska (Wisteria sinensis (Sims) Sweet) – gatunek ozdobnego pnącza, należący do rodziny bobowatych. Roślina występuje w stanie dzikim w środkowych Chinach, jest uprawiana w wielu krajach świata. Nazwa wisteria wywodzi się od nazwiska amerykańskiego anatoma – Caspara Wistara.

## Morfologia
PokrójKwitnące pnącze o silnym wzroście, prawoskrętnie wijące się pędami. Może osiągać wysokość powyżej 10–18 m, rosnąc 1–3 m na rok.
LiścieCałobrzegie, nieparzystopierzastozłożone z 7–13 listków, skrętoległe, kształtu jajowatopodłużnego.
KwiatyKwitnie od maja do czerwca. Kwiaty motylkowe, z dużym odgiętym żagielkiem z dwoma wyrostkami u nasady, w zwisających gronach do 30 cm długości, niebieskofioletowe. Grona wyrastają na końcach krótkich bocznych pędów lub tegorocznych długopędów.
OwoceSpłaszczone strąki długości 10–15 cm, owłosione, zwykle z kilkoma nasionami. Wiszą zamknięte na gałęziach do wiosny.
KorzeńNa korzeniach gatunku można szczepić odmiany. Korzenie mają zgrubienia zaopatrujące roślinę w związki azotowe (bakterie brodawkowe), co jest cechą wszystkich roślin z tej rodziny.
Gatunki podobneW uprawie spotyka się również inny bardzo ozdobny gatunek z odmianami o różnych barwach kwiatów (jasnofioletowe, niebieskie, białe, różowe): glicynię japońską (Wisteria floribunda).

## Zastosowanie i uprawa
- Roślina ozdobna uprawiana dla ładnych i obficie kwitnących kwiatów. Jest to duże, silnie rosnące pnącze ogrodowe, wymagające mocnych podpór, gdyż jest bardzo ciężkie.
- Uprawa. Glicynia potrzebuje świeżej, piaszczystej, wilgotnej gleby i nawożenia obornikiem oraz nawozami fosforowymi i gleby odkwaszonej (wapnujemy). Wymaga przykrycia na zimę, gdyż jest nieodporna na mrozy. Rośliny rozmnażane z siewu kwitną dopiero po kilkunastu latach. Rozmnaża się więc przez odkłady powietrzne lub przez ukorzenianie jednorocznych pędów, które następnie tnie się na sadzonki. Rośliny szczepi się również w sarnią nóżkę na odcinkach korzeni Wisteria sinensis, lub przez stosowanie, dotyczy to odmian bogato kwitnących.

## Odmiany
- 'Prolific' – obficie kwitnąca odmiana uprawna o kwiatach jasnofioletowoniebieskich,
- 'Alba' i 'Jako' – odmiany o kwiatach białych,
- 'Black Dragon' – kwiaty podwójne, ciemnopurpurowe,
- 'Plena' – kwiaty podwójne, rozetokształtne, liliowe.